# Jesús Dátolo

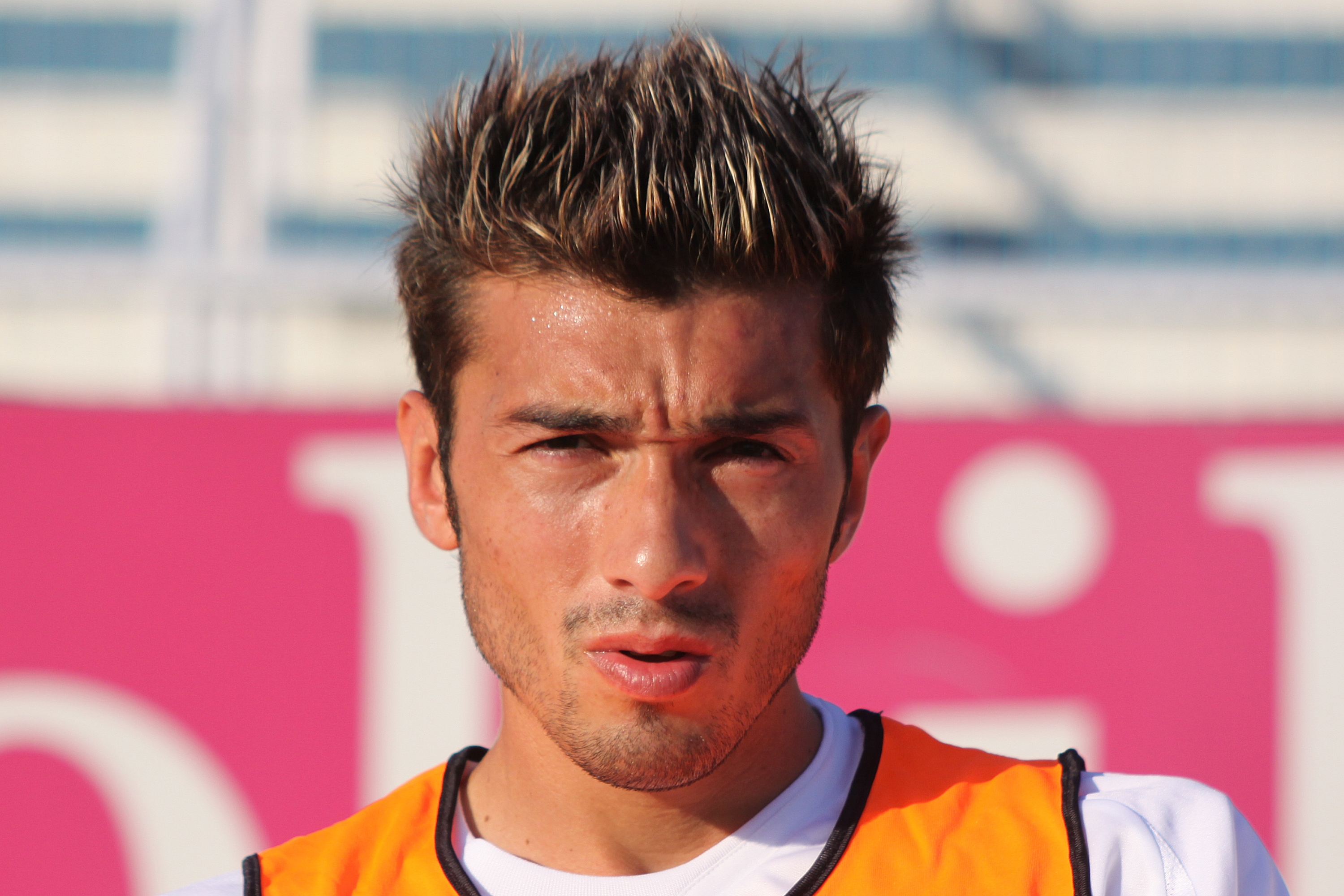
Jesús Dátolo

Jesús Alberto Dátolo (Carlos Spegazzini, 19 mei 1984) is een Argentijnse middenvelder die sinds 2012 voor de Série A club SC Internacional uitkomt.

## Clubcarrière
Dátolo's carrière in het betaald voetbal begon bij Cañuelas Fútbol Club. Na twee jaar tekende hij een contract voor Banfield, een Argentijnse club die op dat moment uitkwam in de hoogste competitie van Argentinië. Hier stootte hij in 2005 door tot het eerste team. Hij maakte zes goals in de 41 wedstrijden voordat hij vertrok naar Boca Juniors. Bij Boca stond hij regelmatig in de basis. Na drie seizoenen bij de Argentijnse club vertrok Dátolo naar Europa. Hij ging spelen voor SSC Napoli dat een transfersom van 5,7 miljoen euro betaalde. Hier werd hij de vijfde Argentijn in de selectie. In 2010 werd hij eerst uitgeleend aan Olympiakos en daarna aan Espanyol. In januari 2011 nam Espanyol hem definitief over voor een som van 2,5 miljoen euro. Een jaar later werd hij doorverkocht aan SC Internacional dat drie miljoen euro betaalde voor Dátolo.

## Interlandcarrière
Op 12 augustus 2009 maakte Dátolo zijn debuut voor Argentinië in een oefenwedstrijd tegen Rusland. Twintig seconden nadat hij inviel voor Maxi Rodríguez maakte hij zijn eerste interlandgoal.

## Erelijst
- Recopa Sudamericana (2006, 2008)
- Copa Libertadores (2007)
- Primera División Argentinië (Apertura 2008)